# Česká povídka
Česká povídka je knižní edice nakladatelství Listen. V maloformátových výběrech deseti povídek vždy na zadané téma představuje současné české prozaiky, jak známější (Michal Viewegh, Irena Obermannová, Iva Pekárková, Jan Balabán, Miloš Urban, Jiří Suchý, Zdeněk Svěrák), tak méně známé a začínající.

## Seznam knih
1. Miluj mě víc, 2002, ISBN 80-902360-9-X
2. Schůzky s tajemstvím, 2003, ISBN 80-86526-07-0; druhé vydání 2008, ISBN 978-80-86526-35-5
3. Usměj se, Lízo, 2004, ISBN 80-86526-09-7
4. Možná mi porozumíš, 2004, ISBN 80-86526-11-9
5. Panna nebo netvor, 2004, ISBN 80-86526-12-7
6. Zabij mě líp, 2005, ISBN 80-86526-16-X
7. Už tě nemiluju, 2005, ISBN 80-86526-15-1
8. Tenkrát za totáče, 2005, ISBN 80-86526-17-8
9. Schůzky s erotikou, 2005, ISBN 80-86526-18-6
10. Ber, po čem toužíš, 2006, ISBN 80-86526-20-8
11. Nech mě žít, 2006, ISBN 80-86526-21-6
12. Leonardův kabinet, 2006, ISBN 80-86526-23-2
13. Šťastné a veselé..., 2006, ISBN 80-86526-24-0
14. Neviditelné příběhy, 2007, ISBN 978-80-86526-26-3
15. Co z tebe bude, 2007, ISBN 978-80-86526-25-6
16. Nic není jako dřív, 2007, ISBN 978-80-86526-29-4
17. Povídky o ženách, 2007, ISBN 978-80-86526-30-0
18. Hemy a Marlen v Paříži, 2008, ISBN 978-80-86526-32-4
19. Šťastné a veselé... 2, 2008, ISBN 978-80-86526-36-2
20. Láska, tělo a smrt, 2009, ISBN 978-80-86526-40-9
21. Někdy jindy, někde jinde, 2009, ISBN 978-80-86526-39-3
22. Ženy vidí za roh, 2009, ISBN 978-80-86526-41-6
23. Tos přehnal, miláčku, 2009, ISBN 978-80-86526-38-6
24. Povídky o mužích, 2010, ISBN 978-80-86526-43-0
25. Nauč mě milovat, 2010, ISBN 978-80-86526-44-7
26. Proč odcházíš…, 2010, ISBN 978-80-86526-45-4
27. Tajemství stržené masky, 2011, ISBN 978-80-86526-51-5
28. Láska a čas, 2011, ISBN 978-80-86526-52-2
29. Ach, ty matky, 2011, ISBN 978-80-86526-54-6
30. Moře a pláž, 2012, ISBN 978-80-86526-58-4
31. O Vánocích se dívám do nebe, 2012, ISBN 978-80-86526-67-6
32. A celý život budem šťastný…, 2012, ISBN 978-80-86526-68-3
33. O lidech a psech, 2013, ISBN 978-80-86526-71-3
34. O čem ženy mlčí, 2013, ISBN 978-80-86526-72-0
35. Pánská jízda, 2014, ISBN 978-80-86526-76-8
36. Sedm svateb a jeden rozvod, 2014, ISBN 978-80-86526-79-9
37. Na večírku, 2015, ISBN 978-80-86526-82-9
38. Možná si porozumíme, 2015, ISBN 978-80-86526-83-6
39. Nové povídky o ženách, 2015, ISBN 978-80-86526-87-4
40. Dámská jízda, 2016, ISBN 978-80-86526-89-8
41. Nové povídky o mužích, 2016, ISBN 978-80-86526-90-4
42. Až se zamiluju, 2018, ISBN 978-80-7549-936-3
43. Rodinné povídky, 2019, ISBN 978-80-7617-845-8
44. Žít jako single, 2019, ISBN 978-80-7617-617-1
45. V bílém plášti, 2020, ISBN 978-80-242-6545-2
46. Zamilované povídky, 2020, ISBN 978-80-242-6728-9
47. Soukromá tajemství, 2020, ISBN 978-80-242-6948-1
48. Má mě ráda, nemá mě ráda, 2021, ISBN 978-80-242-7379-2
49. Všechny za jednu, 2021, ISBN 978-80-242-7562-8
50. Tenkrát o Vánocích, 2021, ISBN 978-80-242-7767-7
51. Dnes ještě ne, 2022, ISBN 978-80-242-7965-7
52. Jedeme na dovolenou, 2022, ISBN 978-80-242-8121-6
53. Jestli vůbec někdy, 2022, ISBN 978-80-242-8273-2
54. Co se stane dál, 2022, ISBN 978-80-242-8406-4
55. Rodiny a rodinky, 2023, ISBN 978-80-242-8680-8